# Nationaal Park Poloniny
Nationaal Park Poloniny (Slowaaks: Národný park Poloniny) is gelegen in het noordoosten van Slowakije op de grens met Polen en Oekraïne. Het nationaal park werd opgericht op 1 oktober 1997 per verordening (№ 258/1997) van de regering van Slowakije. Nationaal Park Poloniny heeft een oppervlakte van 298,05 km². Ook werd er een bufferzone van 109,73 km² ingesteld.

## Status
In 1992 werden zowel de kern- als bufferzone van het nationaal park aan UNESCO's Mens- en Biosfeerprogramma (MAB) toegevoegd. Sinds die tijd behoort het gebied, samen met Nationaal Park Bieszczady van Polen en Nationaal Park Oezjansky van Oekraïne, tot het trilaterale Oost-Karpatisch Biosfeerreservaat. Bovendien vallen de deelgebieden Oerbos Stužica, Oerbos Havešová en Oerbos Rožok sinds 2007 onder het grensoverschrijdende werelderfgoedgebied Oude en voorhistorische beukenbossen van de Karpaten en andere regio's van Europa.

## Kenmerken
Nationaal Park Poloniny omvat het grootste aaneengesloten oerboscomplex van Slowakije. Meer dan 80% van het nationaal park wordt bedekt door bossen. Deze bestaan voornamelijk uit beuken- en beuken-zilversparverbonden met de beuk (Fagus sylvatica) en gewone zilverspar (Abies alba) als dominante soorten. Het nationaal park biedt de ideale omstandigheden voor de beuk die er een buitengewone omtrek en hoogte kan bereiken. Exemplaren met een hoogte van 58 meter werden er vastgesteld en behoren daarmee tot de hoogst gemeten beuken wereldwijd. Naast de voorgenoemde soorten komen de zomereik (Quercus robur), wintereik (Quercus petraea), haagbeuk (Carpinus betulus), Noorse esdoorn (Acer platanoides), Spaanse aak (Acer campestre), zomerlinde (Tilia platyphyllos) en winterlinde (Tilia cordata) ook regelmatig voor.
In het nationaal park zijn meer dan 1.000 vaatplanten, meer dan 300 soorten mossen en meer dan 200 korstmossen vastgesteld. Hiertussen bevinden zich plantensoorten als het duizendschoon (Dianthus barbatus), Turkse lelie (Lilium martagon), klokbilzekruid (Scopolia carniolica) en bosbingelkruid (Mercurialis perennis).
Met een hoogte van 1.221 meter is de Kremenets (Slowaaks: Kremenec) de hoogste bergtop in het nationaal park. De Kremenets vormt ook het drielandenpunt tussen Slowakije, Polen en Oekraïne.

## Dierenwereld
Anno 2010 zijn er op het grondgebied van het nationaal park 5.981 ongewervelde en 319 gewervelde diersoorten vastgesteld. Tot de meest iconische zoogdieren in het gebied behoren de bruine beer (Ursus arctos), Euraziatische lynx (Lynx lynx), Europese wilde kat (Felis sylvestris), wolf (Canis lupus) en ook de wisent (Bison bonasus). Wisenten werden in 2004 geherintroduceerd in het nationaal park en anno 2016 is het het enige gebied in Slowakije waar ze in het wild voorkomen. Onder de broedvogels bevinden zich onder meer het hazelhoen (Tetrastes bonasia), zwarte ooievaar (Ciconia nigra), schreeuwarend (Clanga pomarina), wespendief (Pernis apivorus), oeraluil (Strix uralensis), witrugspecht (Dendrocopos leucotos), zwarte specht (Dryocopus martius) en kleine vliegenvanger (Ficedula parva). Andere opmerkelijke diersoorten in het reservaat zijn bijvoorbeeld de alpenboktor (Rosalia alpina), vuursalamander (Salamandra salamandra), karpatensalamander (Triturus montandoni) en geelbuikvuurpad (Bombina variegata).

## Cultuur
Tot de culturele en historische monumenten in het nationaal park behoren enkele houten kerken met een unieke architectuur. Deze zijn gelegen in de plaatsen Topoľa, Uličské Krivé, Ruský Potok en Jalová.

## Afbeeldingen

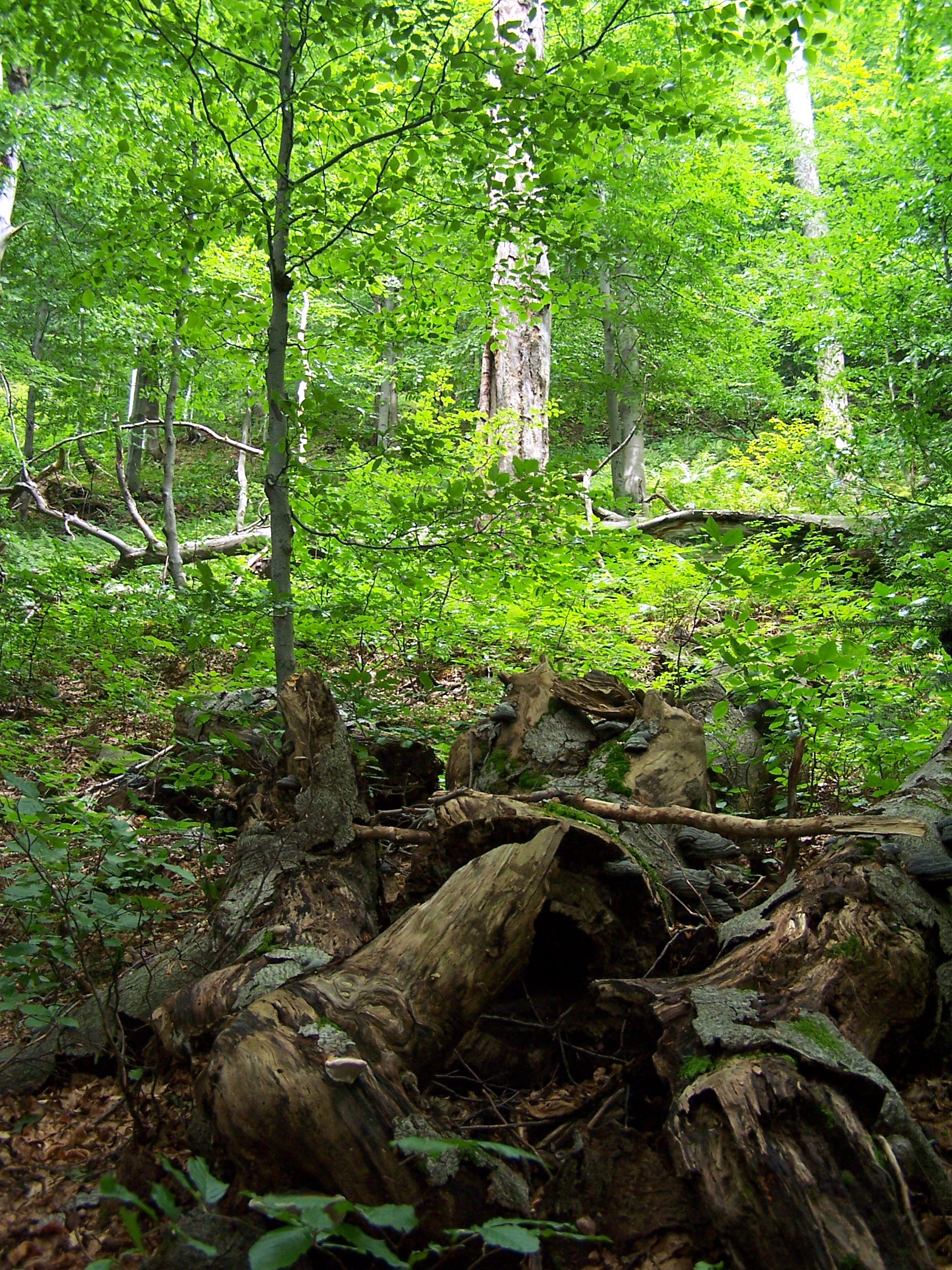
Een oud beukenbos in het Oerbos van Stužica.
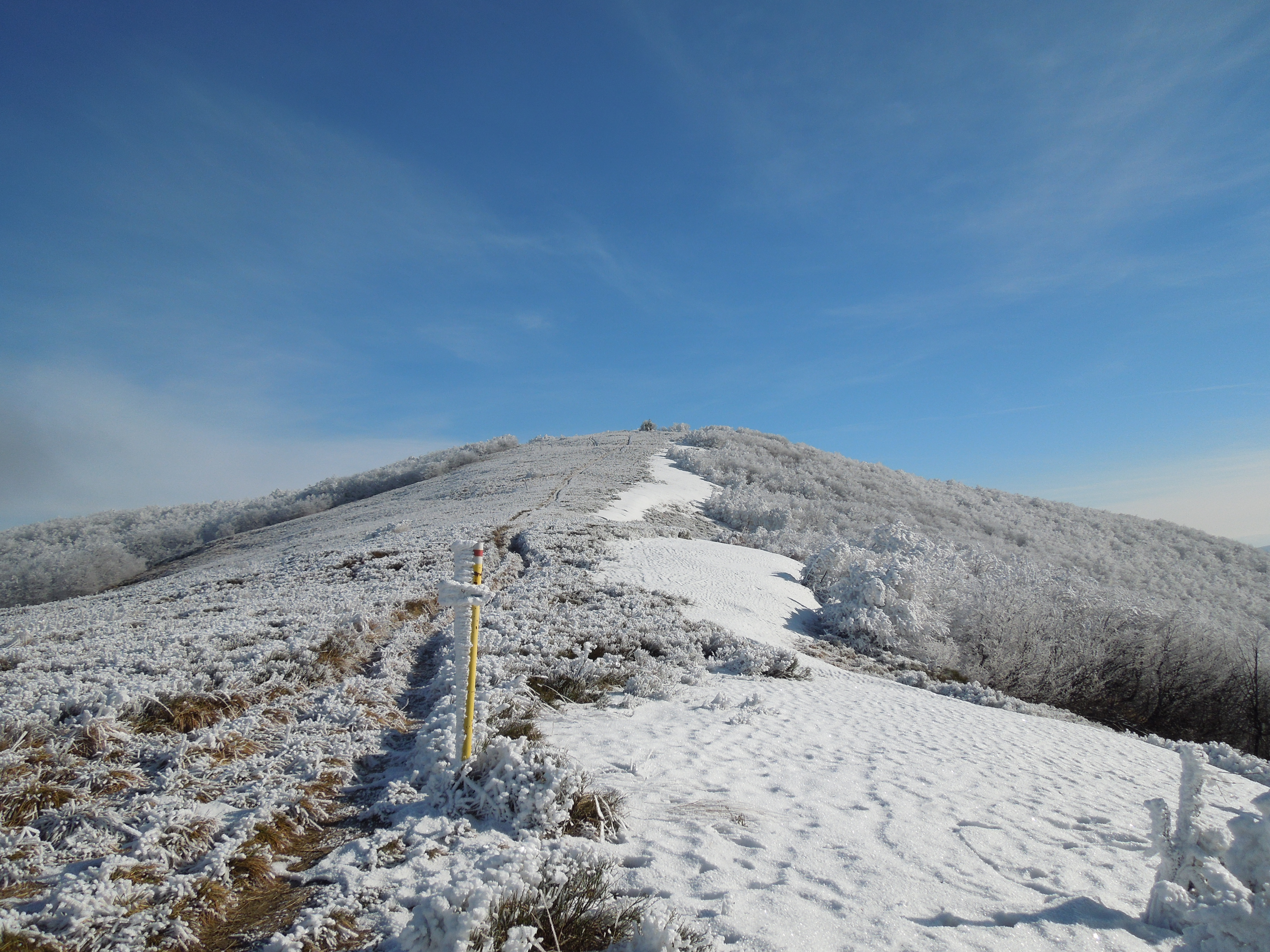
De bergtop Ďurkovec (1.188 meter).
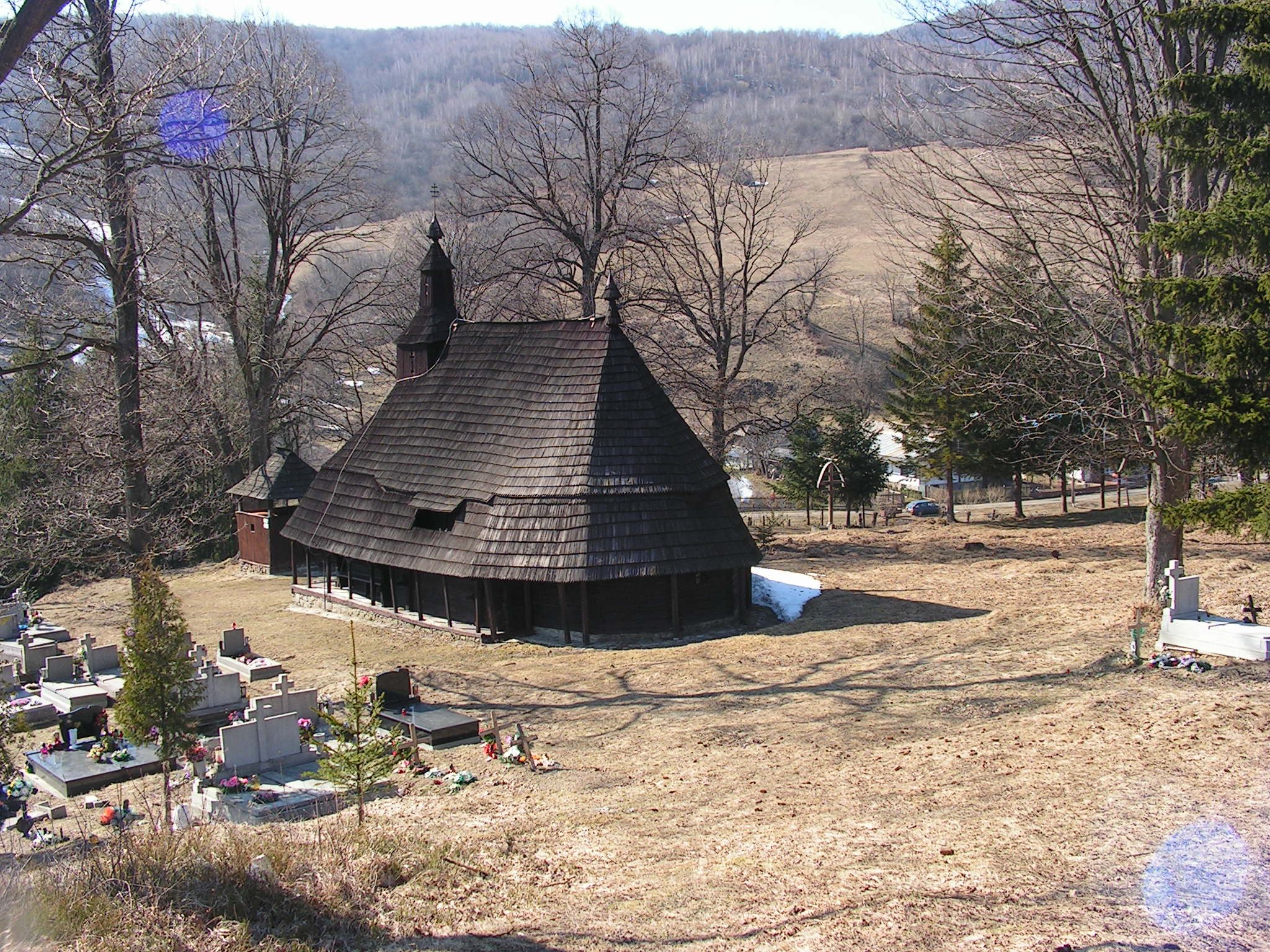
Historische houten kerk van Topoľa.
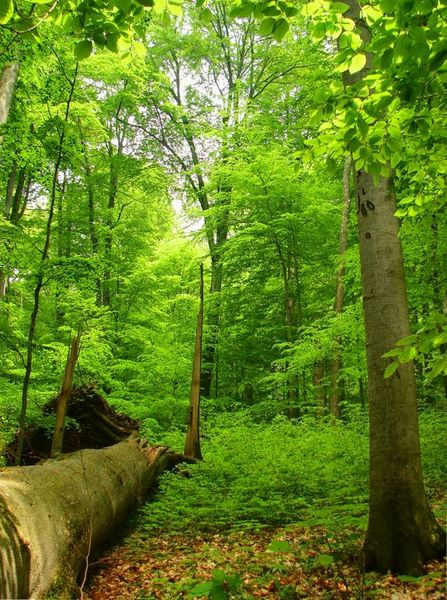
Beukenbestand in het Oerbos Havešová.
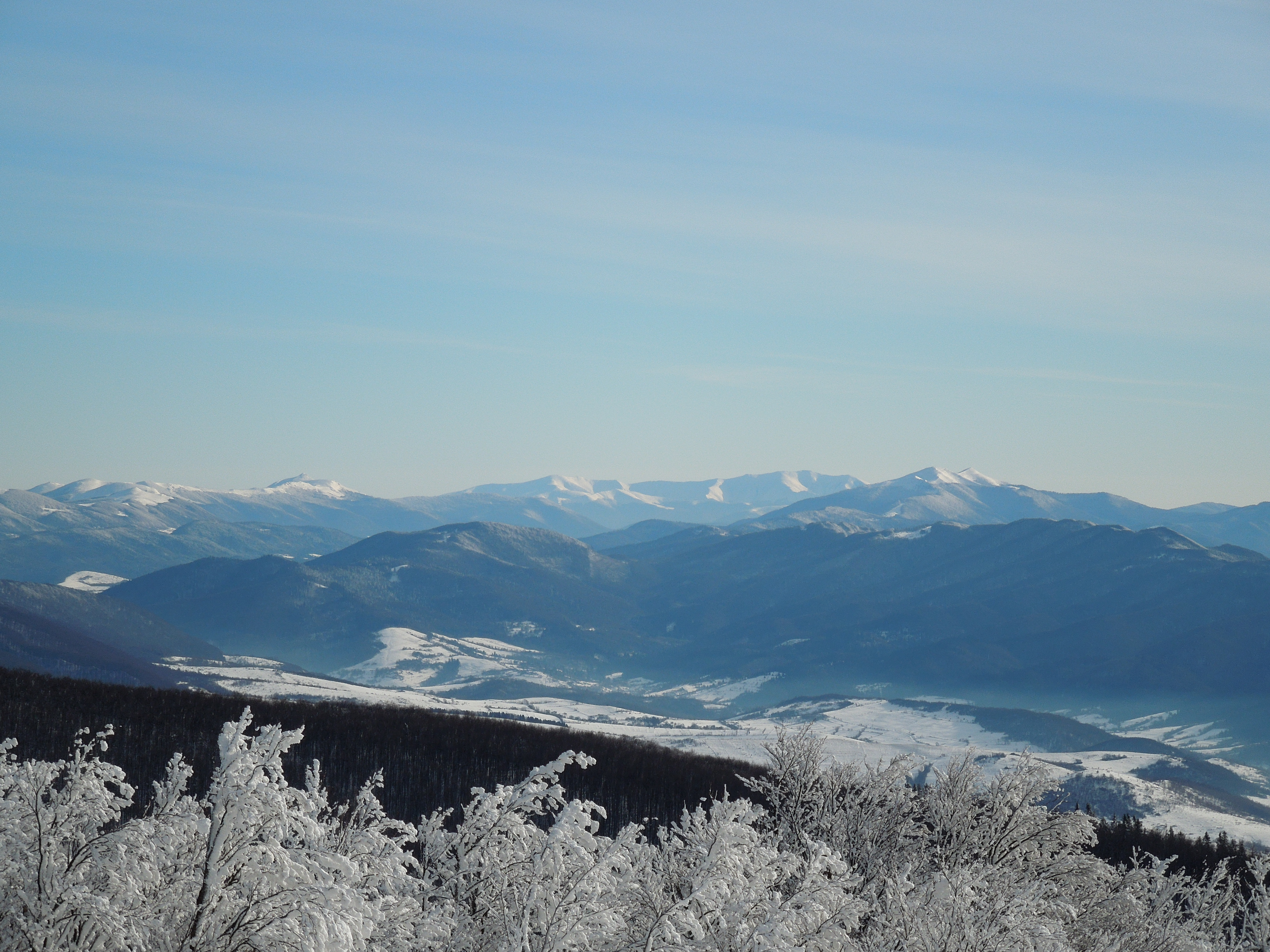
Uitzicht op de Oekraïense Karpaten vanaf de bergtop Kamienna (1.201 meter)
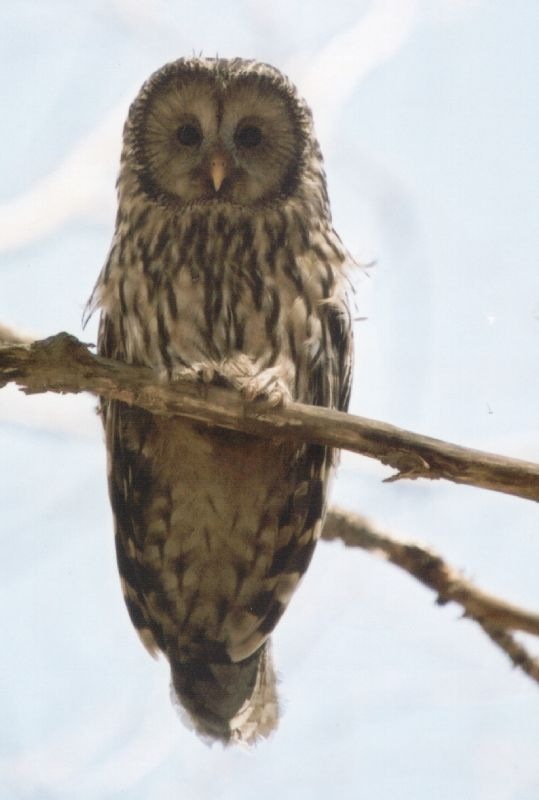
De oeraluil (Strix uralensis) is een van de vaste bewoners van het N.P. Poloniny.
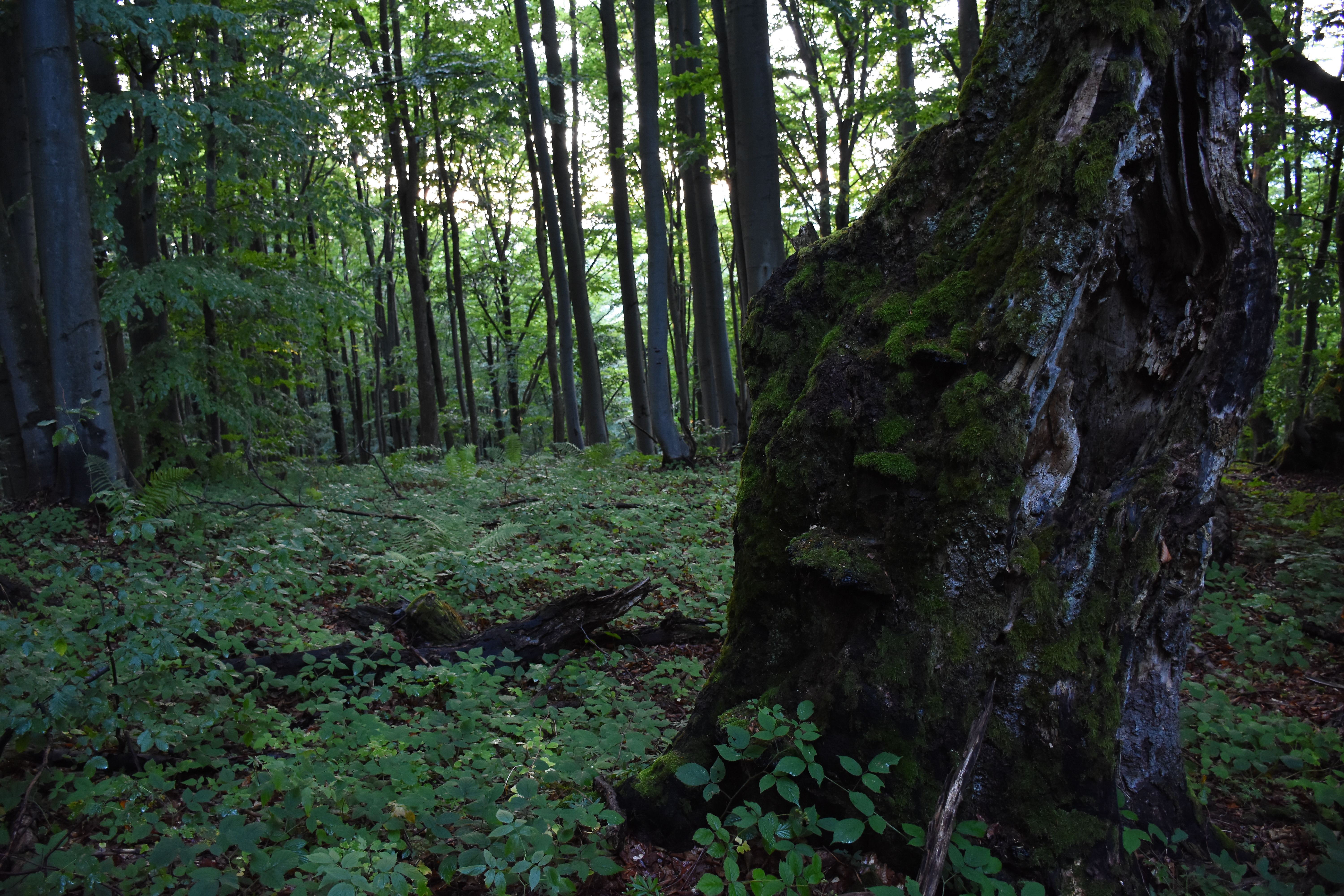
Structuurrijk bos in het Natuurreservaat Udava, onderdeel van het N.P. Poloniny.

Grote Fatra · 
Kleine Fatra · 
Lage Tatra · 
Muránska Planina · 
Pieniny · 
Poloniny · 
Slowaakse Karst · 
Slowaaks Paradijs · 
Tatra
- Gemeinsame Normdatei: 4757935-3
- Nationale Bibliotheek van Tsjechië: ge452917
- Virtual International Authority File: 239215769